# کارل بوئسه
کارل بوئسه (Karl Boese) یکی از کارگردانان فعال و برجسته سینمای آلمان در دوران صامت و اوایل سینمای ناطق بود. او در تاریخ ۲۵ فوریه ۱۸۸۷ در برلین متولد شد و در طول فعالیت حرفه‌ای‌اش بیش از ۱۰۰ فیلم را کارگردانی کرد. بوئسه در دوره‌ای فعالیت می‌کرد که سینمای آلمان در حال رشد و شکوفایی بود، به‌ویژه در دوران جمهوری وایمار که به دلیل نوآوری‌های تکنیکی و هنری‌اش شهرت جهانی یافت.
کارل بوئسه (آلمانی: Carl Boese؛ ‏ ‏۲۶ اوت ۱۸۸۷ – ۶ ژوئیهٔ ۱۹۵۸) کارگردان، فیلم‌نامه‌نویس و تهیه‌کننده فیلم اهل آلمان بود که بین سال‌های ۱۹۱۷ تا ۱۹۵۷ میلادی ۱۵۸ فیلم ساخت. از آثارش پاپریکا و یک همسر سیاستمدار را می‌توان نام برد.